# Гетерофория
 Гетерофори́я  (от др.-греч. ἕτερος «другой» + φορέω «носить») — форма косоглазия, состояние глаз, при которой направления взоров в положении покоя без необходимости бинокулярного слияния, не согласованы друг с другом. Человек с двумя нормальными глазами имеет единое поле зрения (обычно) из-за совместного использования сенсорных и двигательных систем. Двигательная система направляет оба глаза на интересующую цель; любое смещение определяется визуально (а двигательная система корректирует его). Гетерофория происходит только во время диссоциации левого и правого глаза, когда синхронность глаз отсутствует. Если вы закрываете один глаз (например, вашей рукой), вы исключаете сенсорную информацию о положении глаза в орбите. Без неё нет стимула бинокулярного слияния, и глаза будут перемещаться в положение «покоя». Разница между этой позицией и позицией открытых глаз, называется гетерофорой.
В отличие от этого, фиксированное несоответствие является очень малым отклонением направлений глаз, которое присутствует при выполнении бинокулярного слияния.
Гетерофория, как правило, протекает бессимптомно . Это когда говорят о «компенсированной гетерофории» . Когда фузионный резерв используется для компенсации гетерофории, он известен как компенсация сходимости. В тяжелых случаях, когда гетерофория не преодолевается путём фузионной сходимости, тогда появляются признаки и симптомы. Это называется «декомпенсированной гетерофорией». Гетерофория может привести к косоглазию.
Гипофори́я (от др.-греч. ὑπό «вниз») — вид гетерофории с тенденцией отклонения взора вниз.

## Кросс-кавер тест
Кросс-кавер тест , или  тест альтернативного перекрытия  обычно используется для обнаружения гетерофории. Один глаз закрывают, а затем крышку быстро перемещают в другой глаз. С гетерофорией, когда крышка перемещается в другой глаз, в глазе, который только что был раскрыт можно увидеть перемещение от  точки девиации. Разницу между косоглазием и гетерофорией можно легко понять следующим образом. С косоглазием, коррекция движения глаз может быть обнаружена даже в одиночном тесте закрытия; при гетерофории, такое корригирующие движение происходит только в перекрёстном тесте. Причина в том, что субъекты с гетерофорией могут создавать и поддерживать бинокулярное слияние через сходимость и кросс-кавер тест специально ломает это слияние, делая скрытый перекос видимым.
В то время как кросс-кавер тест представляет лишь качественную оценку, следует сделать также количественную оценку скрытых нарушений положения глаз  с помощью красно-зеленого теста Ланкастера.

## Этиология гетерофории
Для того, чтобы понять, как происходит гетерофория, мы должны понимать, как глаз может поддерживать надлежащую фиксацию взгляда с ненаправленной зрительной осью. Гетерофория на самом деле смещение оптической оси в обоих глазах. Другими словами, один или оба глаза должным образом не фиксируют направления к интересующему объекту. Тем не менее, мы должны знать, что у  глаза есть фузионная вергентная система, которая исправляет это смещение.

## Проявление гетерофории
Когда фузионная вергентная система  больше не может сдерживать гетерофорию, проявляется фория. В этом состоянии, глаза отклоняются от  фиксации направления на объект.